# Nanochromis
Nanochromis – rodzaj słodkowodnych ryb okoniokształtnych z rodziny pielęgnicowatych (Cichlidae).

## Występowanie
Afryka Zachodnia i Środkowa – dorzecze dolnego Kongo.

## Klasyfikacja
Gatunki zaliczane do tego rodzaju:
- Nanochromis consortus
- Nanochromis minor
- Nanochromis nudiceps
- Nanochromis parilus
- Nanochromis splendens
- Nanochromis teugelsi
- Nanochromis transvestitus
- Nanochromis wickleri

Gatunkiem typowym rodzaju jest Pseudoplesiops nudiceps.
Kilka nowo odkrytych gatunków nie zostało jeszcze opisanych naukowo.